# 海德 (亞利桑那州)
海德（英語：Hyder）是位於美國亞利桑那州尤馬縣的一個非建制地區。該地的面積和人口皆未知。

## 地理
海德的座標為33°00′59″N 113°20′56″W / 33.01639°N 113.34889°W，而該地的平均海拔高度為164米（即538英尺）。